# Кужендеево
Куженде́ево — село в Ардатовском районе Нижегородской области на реке Леметь. Административный центр Кужендеевского сельсовета

## Этимология
Достоверных сведений об этимологии топонима нет. Существует местное предание о проводнике Ивана Грозного Ардатке и трёх его братьях — Кужендее, Ризадее и Торше (Тоторше, Таторше). Согласно этому преданию, за свою службу братья получили от царя земельные угодья в этих краях, на которых были основаны поселения, названные их именами — Ардатов, Кужендеево, Ризадеево и Тоторшево соответственно. Существование братьев и их происхождение остаются под вопросом, так Александр Базаев и Николай Морохин предполагали мордовское происхождение братьев, а Александр Малышев считал, что они могли быть мещёрскими казаками, подданными темниковского князя Еникея.
Существует и другая версия этимологии — от марийского слова кужо — «поляна в лесу».

## Географическое положение
Село Кужендеево находится на юго-западе Нижегородской области России на автомобильной дороге Ардатов — Дивеево, по обеим берегам реки Лемети, в месте впадения в неё нескольких ручьёв. Село соединено асфальтированной дорогой с административным центром муниципального округа Ардатов (расстояние 2 км к северу) и селом Автодеево (3 км к югу), на востоке с деревней Высоково (2 км) и на западе — с селом Журелейкой (5 км). В селе имеются 4 маленьких озера, расположенные в южной и юго-западной его частях.
Высота над уровнем моря около 138 метров.
Село Кужендеево, как и вся Нижегородская область, находится в часовой зоне МСК (московское время). Смещение применяемого времени относительно UTC составляет +3:00.

## Климат
Село находится в зоне умеренно-континентального климата, который характеризуется холодной продолжительной зимой и тёплым, но достаточно коротким летом. За год выпадает в среднем 450—550 мм осадков, из них 68 % — в виде дождя и 32 % — в виде снега. Среднегодовая относительная влажность воздуха — 76 %. Снежный покров достигает 50 см, а в особо снежные зимы может достигать одного метра и более.
Весна приходит резко, обычно к середине апреля, при этом вплоть до середины мая нередки заморозки. Лето сравнительно короткое и достаточно жаркое — в отдельные годы температура может достигать 36 °C. Шапка лета приходится на июль. В конце весны и лета нередки грозы — их может случаться до 20 за год, почти каждый год выпадает град. Осень приходит в сентябре и стоит до начала ноября, но уже в сентябре нередки заморозки. Зима наступает в начале ноября и продолжается до середины марта. Обычно первый снег выпадает в октябре и держится в течение пяти месяцев, сходит к 10—15 апреля. Почва промерзает на глубину 70—90 см.
Вегетационный период составляет 189 дней, продолжительность безморозного периода — 137 дней.

## Административная принадлежность
Село Кужендеево является центром Кужендеевского сельсовета, входящего в состав Ардатовского муниципального округа Нижегородской области Российской Федерации.

## Население
| Численность населения | Численность населения | Численность населения | Численность населения | Численность населения | Численность населения | Численность населения | Численность населения | Численность населения | Численность населения | Численность населения | Численность населения | Численность населения | Численность населения |
| 1628                  | 1677                  | 1719                  | 1859                  | 1884                  | 1897                  | 1910                  | 1916                  | 1978                  | 1992                  | 1999                  | 2002                  | 2010                  | 2021                  |
| --------------------- | --------------------- | --------------------- | --------------------- | --------------------- | --------------------- | --------------------- | --------------------- | --------------------- | --------------------- | --------------------- | --------------------- | --------------------- | --------------------- |
| 67                    | ↗114                  | ↗380                  | ↗932                  | ↗1079                 | ↘1042                 | ↗1286                 | ↘1282                 | ↘601                  | ↘587                  | ↗588                  | ↗594                  | ↗652                  | ↘560                  |

## Инфраструктура
В селе семь улиц: 75 лет Победы, Зелёная Роща, Молодёжная, Набережная, Советская, Спортивная и Центральная.

## Известные уроженцы
- Иван Кельдяев по прозвищу Дружина (ок. 1530 — ок. 1590) — мордовский феодал, участник Казанских походов царя Ивана Грозного.